# Forcipomyia unica
Forcipomyia unica är en tvåvingeart som beskrevs av Bystrak och Wirth 1978. Forcipomyia unica ingår i släktet Forcipomyia och familjen svidknott. Inga underarter finns listade i Catalogue of Life.